# تحويل تكاملي
في الرياضيات، تحويل تكاملي (بالإنجليزية: Integral transform)‏ هو كل تحويل T يأخذ الشكل التالي.
{\displaystyle (Tf)(u)=\int \limits _{t_{1}}^{t_{2}}K(t,u)\,f(t)\,dt}